# John Cornford
Rupert John Cornford (Cambridge, 27 dicembre 1915 – Lopera, 28 dicembre 1936) è stato un poeta britannico, di idee comuniste.
Era il figlio di Francesco Macdonald Cornford e Frances Cornford, pronipote del naturalista Charles Darwin da parte di madre.

## Biografia
Nel 1933 diventa militante del partito comunista londinese e nella guerra civile spagnola viene reclutato a Cambridge nelle Brigate Internazionali, combatterà con le milizie del POUM in Aragona. Dopo un breve rientro in Inghilterra torna in Spagna e cade a Lopera, presso Cordova. Suo fratello Christopher continuerà nella sua attività di militante comunista fino al 1980.
Per la poetica non si può definire un innovatore come George Orwell, anche lui combattente con la milizia del POUM, ma piuttosto un tradizionalista. Fu sentimentalmente legato a una studentessa di Cambridge, che avrà un ruolo importante nella sua vita , Margot Heinemann, marxista e scrittrice, studiosa del dramma, leader e membro del Partito Comunista di Gran Bretagna.

## Opere
- Understand the Weapon, Understand the Wound: Selected Writings of John Cornford (1976) edited by Jonathan Galassi (Capire l'arma, Capire la ferita: Scritti scelti di Giovanni Cornford (1976) a cura di Jonathan Galassi )
- Journey to the Frontier; Two roads to the Spanish Civil War by Peter Stansky and William Abrahams (Viaggio alla frontiera; due strade per la guerra civile spagnola e da Peter Stansky William Abrahams)